# Congratulations: 50 Jaar Eurovisiesongfestival
Congratulations: 50 Jaar Eurovisiesongfestival (Engels: Congratulations: 50 Years of the Eurovision Song Contest) was een televisie-uitzending georganiseerd door de European Broadcasting Union (EBU) en geproduceerd door de Deense omroep DR. De televisie-uitzending werd opgenomen op 22 oktober 2005 in Forum København in Kopenhagen ter viering van de vijftigste verjaardag van het Eurovisiesongfestival en werd gepresenteerd door Katrina Leskanich en Renārs Kaupers.
Tijdens de uitzending werd de populairste lied uit de vijftigjarige historie van het Eurovisiesongfestival gekozen. Vooraf de uitzending konden mensen online hun stem uitbrengen op hun tien favoriete songfestivallied van de afgelopen vijftig jaar. Daarnaast voegde de EBU vier liedjes toe aan het deelnemersveld van in totaal veertien liedjes. 
De competitie werd gewonnen door de Zweedse groep ABBA met het lied Waterloo. ABBA won in 1974 het Eurovisiesongfestival. 

## Organisatie
De show zou oorspronkelijk plaatsvinden in de Royal Albert Hall in Londen. Maar op de geplande datum was de Royal Albert Hall niet beschikbaar. Hierdoor verhuisde het evenement naar Denemarken. Denemarken nam voor de derde keer in vijf jaar de organisatie op zich voor een songfestivalevenement. Zowel het Eurovisiesongfestival 2001 als het Junior Eurovisiesongfestival 2003 werden door de Denen georganiseerd. 

## Deelnemers
Veertien liedjes namen deel aan de competitie. In mei 2005 opende de EBU een verkiezingen op hun website waarin stemmers tien favoriete liedjes mochten kiezen. Iedere stemmer mocht twee liedjes per decennium kiezen (1956 tot 1965, 1966 tot 1975, 1976 tot 1985, 1986 tot 1995 en 1996 tot 2005). De laatste vier deelnemers werden gekozen door de EBU.
Elf van de veertien verkozen liedjes waren winnaars van het Eurovisiesongfestival. Alleen "Nel blu dipinto di blu", "Congratulations" en "Eres tú" eindigden niet op de eerste plaats. Zowel het Verenigd Koninkrijk als Ierland namen met twee liedjes deel aan de competitie. 

### Eerste ronde
In de eerste ronde werden de vijf populairste liedjes gekozen die doorgingen naar de tweede ronde.
| Positie | Jaar | Land                | Artiest            | Lied                            | Taal      | Plaats | Punten |
| ------- | ---- | ------------------- | ------------------ | ------------------------------- | --------- | ------ | ------ |
| 1       | 1968 | Verenigd Koninkrijk | Cliff Richard      | "Congratulations"               | Engels    | 8      | 105    |
| 2       | 1980 | Ierland             | Johnny Logan       | "What's another year"           | Engels    | 12     | 74     |
| 3       | 1998 | Israël              | Dana International | "Diva"                          | Hebreeuws | 13     | 39     |
| 4       | 1973 | Spanje              | Mocedades          | "Eres tú"                       | Spaans    | 11     | 90     |
| 5       | 1982 | Duitsland           | Nicole             | "Ein bißchen Frieden"           | Duits     | 7      | 106    |
| 6       | 1958 | Italië              | Domenico Modugno   | "Nel blu dipinto di blu"        | Italiaans | 2      | 200    |
| 7       | 1974 | Zweden              | ABBA               | "Waterloo"                      | Engels    | 1      | 331    |
| 8       | 2000 | Denemarken          | Olsen Brothers     | "Fly on the Wings of Love"      | Engels    | 6      | 111    |
| 9       | 1965 | Luxemburg}          | France Gall        | "Poupée de cire, poupée de son" | Frans     | 14     | 37     |
| 10      | 2003 | Turkije             | Sertab Erener      | "Everyway That I Can"           | Engels    | 9      | 104    |
| 11      | 1988 | Zwitserland         | Celine Dion        | "Ne partez pas sans moi"        | Frans     | 10     | 98     |
| 12      | 1987 | Ierland             | Johnny Logan       | "Hold Me Now"                   | Engels    | 3      | 182    |
| 13      | 1976 | Verenigd Koninkrijk | Brotherhood of Man | "Save Your Kisses for Me"       | Engels    | 5      | 154    |
| 14      | 2005 | Griekenland         | Helena Paparizou   | "My Number One"                 | Engels    | 4      | 167    |

### Tweede Ronde
Na een eerste ronde bleven er vijf liedjes over voor de tweede ronde. Uit deze vijf liedjes werd de winnaar van de competitie gekozen.
| Positie | Jaar | Land                | Artiest            | Lied                      | Taal      | Plaats | Punten |
| ------- | ---- | ------------------- | ------------------ | ------------------------- | --------- | ------ | ------ |
| 1       | 1958 | Italië              | Domenico Modugno   | "Nel blu dipinto di blu"  | Italiaans | 2      | 267    |
| 2       | 1974 | Zweden              | ABBA               | "Waterloo"                | Engels    | 1      | 329    |
| 3       | 1987 | Ierland             | Johnny Logan       | "Hold Me Now"             | Engels    | 3      | 262    |
| 4       | 1976 | Verenigd Koninkrijk | Brotherhood of Man | "Save Your Kisses for Me" | Engels    | 5      | 230    |
| 5       | 2005 | Griekenland         | Helena Paparizou   | "My Number One"           | Engels    | 4      | 245    |

## Show
De show werd gepresenteerd door Katrina Leskanich (van Katrina & The Waves, winnaar in 1997) en Renars Kaupers, die Letland in 2000 naar een derde plaats zong met zijn groep Brainstorm.
Tijdens het programma werden enkele compilatiebeelden vertoond van de voorbije 50 jaar en vele oud-deelnemers kondigden liedjes aan of zongen zelf mee in een medley die werd gebracht.
De aanwezigen waren: Carola, Massiel, Dana International, Birthe Wilke, Anne-Marie David, Sandra Kim, Elisabeth Andreassen, Hanne Krogh, Olsen Brothers, Emilija Kokić, Marie Myriam, Sertab Erener, Cheryl Baker en Lys Assia. Cliff Richard en Nicole konden er niet bij zijn, maar namen een videoboodschap op.
Een van de hoogtepunten was toen het Belgische duo Nicole & Hugo op het podium kwam. Het duo werd al het hele programma gehypet omdat ze in alle compilatiefilmpjes te zien waren. Opvallend, daar het duo slechts laatste eindigde in 1973, maar ze hadden een mooie carrière en waren een van de eersten die dansten en zongen op het songfestivalpodium. De hele zaal moest van de presentators zelfs roepen We want to see Nicole & Hugo. Het duo trad op in dezelfde paarse pakken als die ze tijdens hun Eurovisie-optreden in 1973 droegen.
De medleys werden gezongen door:
- Dana International zong Parlez-vous français van Baccara (1978)
- Carola Häggkvist zong haar inzending Främling, dat 3de werd in 1983
- Alsou zong haar inzending Solo, dat 2de werd in 2000
- Marie Myriam zong L'amour est bleu van Vicky Leandros (1967)
- Fabrizio Faniello zong zijn inzending Another summer night (9de in 2001)
- Richard van de Herreys zong Let me be the one van The Shadows uit 1975
- Tomas Thordarson zong in laatste instantie Vi maler byen rød van Birthe Kjær (1989), die eerder die week een hartaanval kreeg en daarom verhinderd was.
- Gali Atari en de Bobbysocks zongen hun eigen winnende inzendingen Hallelujah 1979 en Let it swing 1985
- Anne-Marie David zong Après toi van Vicky Leandros dat in 1972 won
- Bucks Fizz en Lys Assia zongen hun eigen winnende inzendingen Making your mind up 1981 en Refrain 1956
- Sandra Kim zong Non ho l'età van Gigliola Cinquetti dat in 1964 won

De laatste medley werd gezongen door Eimear Quinn, Charlie McGettigan, Jakob Sveistrup en Linda Martin.